# Dysdera osellai
Dysdera osellai är en spindelart som beskrevs av Pietro Alicata 1973. Dysdera osellai ingår i släktet Dysdera och familjen ringögonspindlar.
Artens utbredningsområde är Italien. Inga underarter finns listade i Catalogue of Life.